# Agosto (canción de Héroes del Silencio)
«Agosto» es el título del quinto sencillo del grupo español de rock Héroes del Silencio perteneciente a su álbum de estudioEl mar no cesa, publicado en 1988. Fue el tercer sencillo del álbum, y junto a «Flor venenosa», «Mar adentro» y «Fuente esperanza» forman el conjunto de cortes promocionales del álbum.
«Agosto» fue el corte número ocho en la versión CD del álbum y número siete en su versión en vinilo. El sencillo contiene una cara B del grupo titulada «Hologramas» no incluida en ningún álbum de la banda.
La canción trata parcialmente sobre los conflictos raciales y la xenofobia.

## Lista de canciones
1. «Agosto»
2. «Hologramas»

## Créditos
- Juan Valdivia — guitarra.
- Enrique Bunbury — voz y guitarra acústica.
- Joaquín Cardiel — bajo eléctrico y coros.
- Pedro Andreu — batería.